# Agena Target Vehicle
Agena Target Vehicle – zmodyfikowana wersja stopnia rakietowego Agena D (podobne wykorzystywano do wystrzelenia sond kosmicznych Ranger i Mariner). Był to górny stopień rakiety nośnej Atlas Agena D, którym – po umieszczeniu na orbicie – mogli sterować kontrolerzy z Ziemi albo załoga statku Gemini. Orientację Ageny można było kontrolować za pomocą silniczków na sprężony azot, umieszczonych w tylnej części rakiety.
W programie Gemini wystrzelono sześć stopni rakietowych Agena, z których cztery osiągnęły orbitę okołoziemską i były wykorzystywane w manewrach dokowania. Wszystkie starty odbyły się z platformy startowej nr 14 kosmodromu Cape Canaveral Air Force Station.

## Misje GATV
- GATV (1965-F11) – Gemini – Titan 6. Start 25 października 1965 r. Start nieudany, Agena uległa zniszczeniu, a jej fragmenty wpadły do Atlantyku. W silniku rakiety drugiego stopnia nastąpił fałszywy zapłon. W momencie gdy pompy, które dawkują paliwo, przepompowywały utleniacz, nastąpiła awaria powodująca gwałtowne zwiększenie ilości dostarczanej cieczy. Rakieta eksplodowała[1]. Spowodowało to zmiany w programach misji Gemini 6A i Gemini 7.
- GATV 8 (1966-19A) – Gemini – Titan 8. Start 16 marca 1966 r. Po 5 minutach oddzieliła się od rakiety Atlas, włączyła własny silnik i weszła na orbitę kołową o wysokości 260 kilometrów. Pozostałe początkowe parametry lotu: okres obiegu – 90,54 minut, kąt nachylenia orbity 28,89°. Było to pierwsze udane dokowanie dwóch pojazdów na w przestrzeni kosmicznej. Ponowne dokowanie z Gemini 10 w lipcu 1966 r. Po awaryjnym odłączeniu od Gemini 8, Agena kontynuowała zgodnie z planem działalność jeszcze przez dwa dni. Rakieta wykonała dziesięć manewrów, całkowicie zużywając zapasy paliwa i elektryczności. Koniec istnienia 15 września 1967 r.
- GATV (1966-F07) – Gemini – Titan 9. Start 17 maja 1966 roku. Dwadzieścia sekund przed osiągnięciem punktu wyłączenia silników rakiety Atlas/Agena stracono kontrolę nad rakietą, gdy dysze Atlasa nagle przesunęły się w bok, wprawiając rakietę w ruch wirowy. Start Gemini 9 wyznaczony na 17 maja 1966 roku musiał zostać odłożony. Zamiast utraconej Ageny astronauci obrali sobie za cel zastępczego satelitę, określonego w skrócie jako ATDA.
- GATV 10 (1966-65A) – Gemini – Titan 10. Start 18 lipca 1966 roku, dokładnie 100 minut przed wystrzeleniem Gemini 10. Początkowe parametry Ageny: perygeum – 302 km, apogeum – 310 km, czas obiegu 90 minut oraz kąt nachylenia orbity 28,87°. Po udanym dokowaniu rozpoczęto ćwiczenia, polegające na manewrowaniu zestawem Gemini-Agena za pomocą układu napędowego Ageny. Astronauci podnieśli połączone statki na rekordową wysokość 763 kilometrów. Koniec istnienia rakiety 29 grudnia 1966 r.
- GATV 11 (1966-80A) – Gemini – Titan 11. Rakieta Atlas-Agena wystartowała 12 września 1966 roku, 97 minut przed startem Gemini 11(GT-11). Początkowe parametry orbity: perygeum – 290 km, apogeum – 307 km, czas obiegu 90,5 minut i kąt nachylenia orbity 28,88°. Dokowanie nastąpiło pod koniec pierwszego okrążenia Ziemi przez statek Gemini 11. Zestaw Gemini 11-Agena napędzany silnikiem Ageny osiągnął wysokość 1368 km. Agena pozostawała na orbicie do 30 grudnia 1966 roku.
- GATV 12 (1966-103A) – Gemini – Titan 12. Lot Ageny rozpoczął się 90 minut przed startem Gemini 12 w dniu 11 listopada 1966 roku. Początkowe parametry lotu Ageny: perygeum – 294 km, apogeum – 303 km, czas obiegu 90,2 minuty, kąt nachylenia orbity 28,88°. Czas pobytu rakiety na orbicie do 28 grudnia 1966 roku.

Agena została odpowiednio zmodyfikowana przez NASA i wyposażona w urządzenia umożliwiające ponowne uruchomienie silnika, węzeł cumowniczy, pulpit kontrolny oraz łącza elektryczne, które pozwalały załodze na ograniczoną kontrolę. W Agenie zainstalowano nadajnik i odbiornik radiowy przeznaczony do współpracy z urządzeniami radiolokacyjnymi statku załogowego.